# لاثروب (كاليفورنيا)
لاثروب (بالإنجليزية: Lathrop )‏ هي إحدى مدن مقاطعة سان جواكوين، كاليفورنيا. تم إعطاءها لقب مدينة في 1 يوليو، 1989.

## الموقع الجغرافي
الموقع الجغرافي للمناطق المحيطة بهذه النقطة هو كالتالي: